# Simulium maklarini
Simulium maklarini är en tvåvingeart som beskrevs av Takaoka 2007. Simulium maklarini ingår i släktet Simulium och familjen knott. Inga underarter finns listade i Catalogue of Life.